# Charli XCX
Шарло́тта Э́мма Э́йтчисон (англ. Charlotte Emma Aitchison; 2 августа 1992, Кембридж, Англия) — британская певица и автор песен, выступающая под сценическим именем Charli XCX. Её дебют в музыкальном мире состоялся в 2008 году с выходом диска «14», однако первый коммерческий релиз — альбом True Romance, занявший 85-е место в хит-параде Великобритании и отмеченный критиками, — был выпущен в 2013 году. Эйтчисон также известна как соавтор хита «I Love It» в исполнении шведского дуэта Icona Pop.

## Биография
Родом из Хартфордшира. Была поклонницей группы Spice Girls и участницей самодеятельного коллектива. «…Я мечтала стать Бейби-Спайс из Spice Girls. Но когда мы собирались с друзьями и начинали играть в Spice Girls, меня всегда выбирали на роль Скэри-Спайс. Всё дело в цвете моих волос», — рассказала Эйтчисон. Подростком она начала размещать свои песни на Myspace и выступать на лондонских рейвах. В 2008 году она выпустила два сингла «!Franchesckaar!» и «Emelline»/«Art Bitch» на лейбле Orgy Music. К тому времени её дебютный альбом «14» был уже готов, но официально так и не вышел; промокопии альбома распространялись только на концертах.

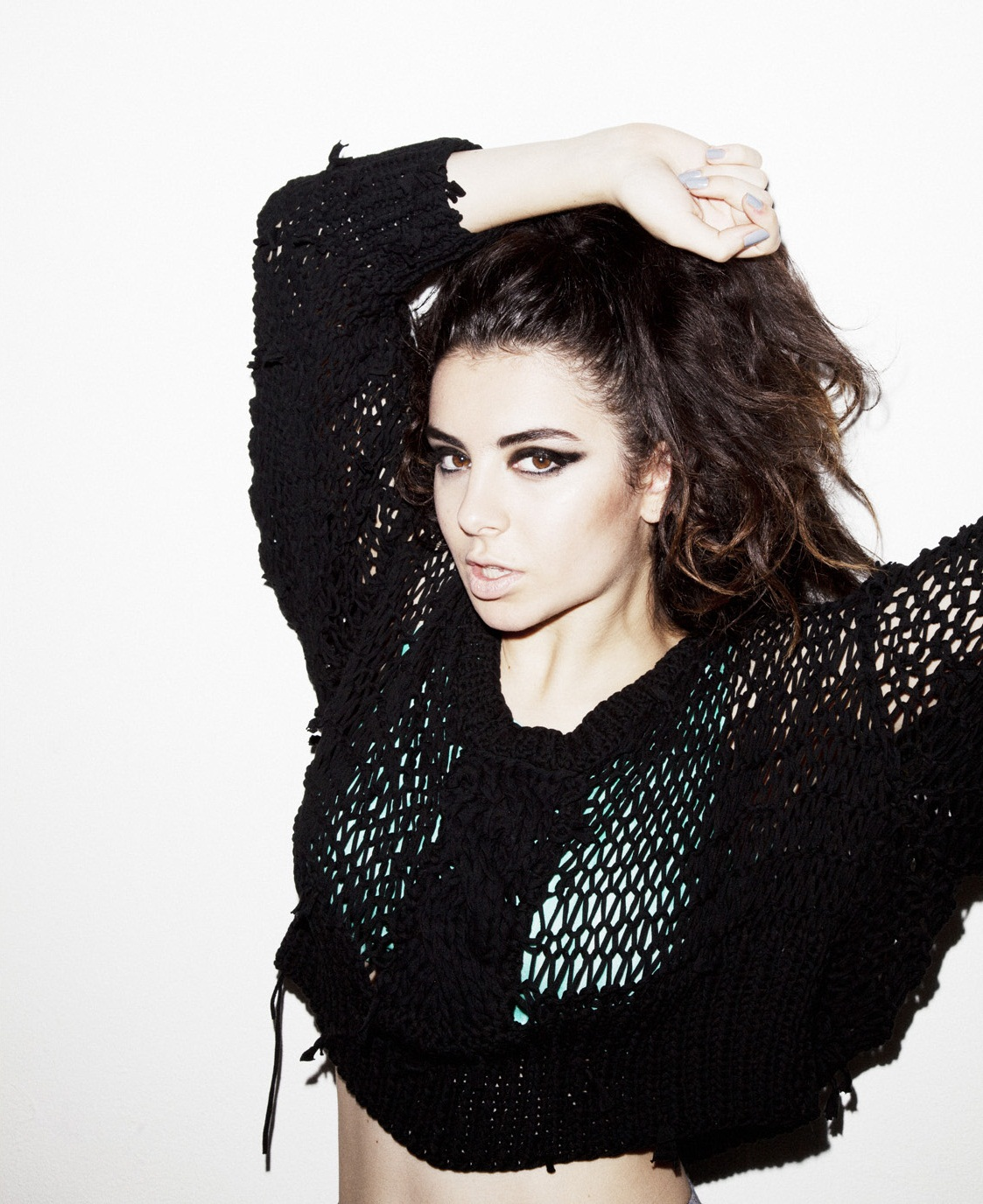
Ноябрь 2011 года

Три года спустя Charli XCX вернулась с новым материалом и выпустила синглы «Stay Away» и «Nuclear Seasons». В 2011 году она также представила несколько миксов и принимала участие в записи композиций «End of the World» Алекса Метрика и «Lost in Space» Старки.
Два микстейпа Чарли с оригинальным материалом — Heartbreaks and Earthquakes и Super Ultra — вышли в 2012 году. Тогда же Эйтчисон отдала песню «I Love It» собственного сочинения шведскому дуэту Icona Pop; танцевальный номер завоевал успех сначала на родине группы, а позднее в Великобритании и США. Помимо собственных гастролей певица выступала на разогреве у Coldplay и Сантиголд, в США давала концерты со своей подругой Мариной Диамандис (в следующем году они записали совместную песню «Just Desserts»).
В начале 2013 года Charli XCX представила публике сингл «You (Ha Ha Ha)», содержащий семпл из композиции музыканта Gold Panda, и видеоклип на песню. 15 апреля того же года состоялся выпуск полноценного дебютного альбома певицы под названием True Romance.
В 2015 году совместно с пионером электронной музыки Джорджо Мородером Чарли записывает песню «Diamonds», вошедшую в сольный альбом Мородера Déjà Vu. Написала песню «Gravity» для предстоящего альбома Blondie Pollinator, выход которого запланирован на 2017 год.
28 октября 2016 года после записи сингла «After the Afterparty» было объявлено, что XCX работает над материалом для своего нового альбома. 10 марта 2017 года Charli XCX выпустила микстейп Number 1 Angel, на котором в качестве гостей отметились MØ, Raye, Starrah, Uffie, Abra и Cupcakke. Большая часть материала была спродюсирована A. G. Cook. 17 марта 2017 Mura Masa выпустил сингл «1 Night», где вокальные партии исполнила XCX.
В конце 2018 был выпущен клип на совместный с Тройем Сиваном сингл «1999», в котором поётся о желании вернуться в 1999 год. В клипе оба исполнителя предстают в популярных образах из конца 90-х (Чарли: Стив Джобс, Spice Girls, TLC, Бритни Спирс, реклама часов, кроссовок, домашней аэробики и прочее; Трой: Эминем, Backstreet Boys, Джастин Тимберлейк и пр.; совместно: сцена на носу Титаника из одноимённого фильма и компьютерный танец в игре Sims). Примечательно, что в 1999 году Чарли было 7 лет, а Трою — 4.
23 апреля 2020 года записала в самоизоляции из-за пандемии коронавируса сингл «Claws». 15 мая 2020-го вышел четвёртый альбом Charli XCX — How I'm Feeling Now.
Charli XCX стала первой британской исполнительницей, возглавившей хит-парад синглов в Великобритании в 2024 году.
Charli XCX номинирована на «Грэмми-2025» в семи номинациях, включая альбом года и запись года.
Charli XCX стала «Автором года» по версии BRIT Awards 2025 — это ее первая крупная музыкальная награда в Великобритании за 12 лет карьеры.
На прошедшей 2 февраля 2025 года 67-й ежегодной церемонии вручения наград «Грэмми» певица была удостоена трёх премий в категориях «Лучшая танцевальная поп-запись» (за сингл «Von Dutch»), «Лучший танцевальный/электронный альбом» и «Лучшая упаковка записи» (за альбом «Brat»).

### Личная жизнь
Хроместетка и феминистка.

## Музыкальный стиль и сценический образ
Музыкальные критики относят творчество Charli XCX к синти-попу, иногда называя её стиль дарк-попом и «неоновой готикой». Обозреватель AllMusic Хизер Фейрс отмечает влияние таких непохожих артистов, как Spice Girls, Кейт Буш и Лил Уэйн, а сама исполнительница говорит, что, кроме музыкантов, её вдохновляют также художники и фотографы и что в своём образе она пытается воплотить мир, созданный Дэвидом Лашапелем. Особое внимание уделяется макияжу и одежде, стиль которой Чарли описывает как «диснеевский гранж» (Disney Grunge).

## Дискография
- True Romance (2013)
- Sucker (2014)
- Charli (2019)
- How I’m Feeling Now (2020)
- Crash (2022)
- Brat[27] (2024)

## Туры

### В качестве хедлайнера
- Girl Power North America Tour[англ.] (2014)
- Sucker World Tour (2015)
- Charli and Jack Do America Tour[англ.] (2015)
- Number 1 Angel Tour[28] (2017)
- Pop 2 Shows Tour[англ.] (2018)

### На разогреве
- The Ting Tings — Show Us Yours Tour[англ.] (2011)
- Азилия Бэнкс — Mermaid Ball (2012)
- Coldplay — Mylo Xyloto Tour[англ.] (2012)
- Элли Голдинг — The Halcyon Days Tour[англ.] (2013)
- Marina and the Diamonds — The Lonely Hearts Club Tour (2013)
- Paramore — The Self-Titled Tour[англ.] (2013)
- Кэти Перри — The Prismatic World Tour (2015)
- Холзи — Hopeless Fountain Kingdom World Tour[англ.] (2017)
- Сия — Nostalgic for the Present Tour[англ.] (2017)
- Тейлор Свифт — Reputation Stadium Tour[англ.] (2018)

## Фильмография

### Фильм
| Год  | Название                 | роль             | Примечание       |
| ---- | ------------------------ | ---------------- | ---------------- |
| 2015 | The F-Word and Me        | Играет саму себя |                  |
| 2015 | Lost in the North        | Играет саму себя | Короткометражка  |
| 2015 | The 1989 World Tour Live | Играет саму себя | Концертный фильм |
| 2016 | Angry Birds в кино       | Уиллоу           | Озвучка          |

### Телевидение
| Год  | Название             | Роль                  | Примечания        |
| ---- | -------------------- | --------------------- | ----------------- |
| 2014 | Saturday Night Live  | Играет саму себя      | Музыкальный гость |
| 2014 | Major Lazer          | Леди Ванесса Ротчильд | 1 эпизод          |
| 2015 | The Ride: Charli XCX | Играет саму себя      | Главная роль      |
| 2017 | Celebrity Juice      | Играет саму себя      | 1 эпизод          |